# Jos van der Meulen
Adrianus Wilhelmus Maria (Jos) van der Meulen (Gouda, 14 augustus 1958) is een Nederlands beeldend kunstenaar, werkzaam als conceptueel kunstenaar, ontwerper, en uitvinder.
Van der Meulen is begonnen met een artistieke performance van een postorderbedrijf voor kunst en allerlei aanverwante firma's, waarmee hij "een ironische draai geeft aan de kunst, commercie en wegwerpmaatschappij."
Van der Meulen is vooral bekend van het ontwerp van de paperbag, een op zichzelf staande papieren emmer vervaardigd van oude advertentieposters. Dit werk vond nationaal en internationaal veel aftrek in de kunstwereld, en kwam onder andere terecht in de collectie van van het Museum of Modern Art (MoMA) .

## Levensloop
Van der Meulen is geboren en opgegroeid in Gouda, en studeerde aan de Academie voor Beeldende Kunsten te Rotterdam van 1981 tot 1987. Na zijn afstuderen vestigde hij zich met het zogenaamde veelzijdige eenmansbedrijf Vandermeulen Ateliers in een oud pand in de Rotterdamse wijk Oud-IJsselmonde.
Begin jaren 90 bracht Van der Meulen een serie artistieke producten op de markt, die hij in kleine serie vervaardigde. Daarnaast bood hij met doorlopende performances verschillende diensten aan zoals een postorderbedrijf voor kunst en vakantieservicebureau. Drie zomers van 1991 tot 1993 bracht hij zijn werk in de bloemenzaak/galerie Brutto Gusto. Hij vond toen aansluiting bij de Dutch Design beweging, en kreeg internationaal veel aandacht.
Van der Meulen werkte nauw samen met studiegenoot van de academie Jan Neggers (1956), met wie hij het productiebedrijf JaJo oprichtte om de paperbag te produceren.
In het nieuwe millennium is Van der Meulen teruggekeerd naar zijn kernactiviteit van zijn kleinschalige artistiek-commerciële performances. Van 2008 tot 2010 was hij docent bij studio hergebruik op de Coolsingel in Rotterdam.

## Werk

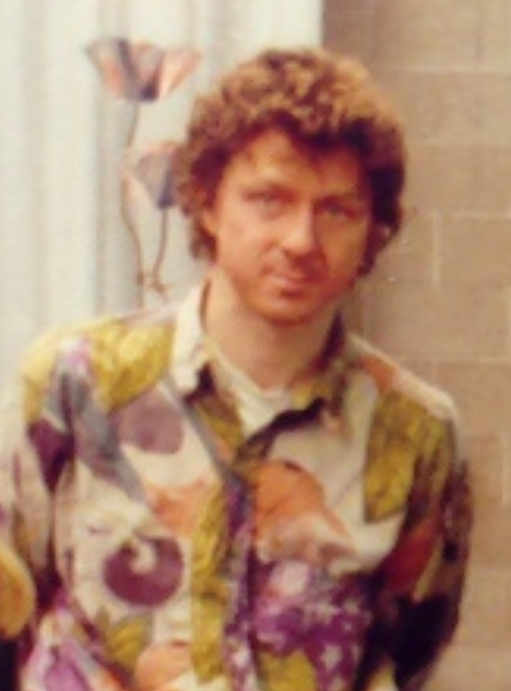
Jos van der Meulen, Antwerpen 1994

Van der Meulen geeft met zijn werk een ironische draai aan de kunst, commercie en wegwerpmaatschappij. Hierbij presenteert hij zijn werk op een haast te nuchtere wijze. Zo beschreef hij zijn werk op rotterdamsekunstenaars.nl als volgt:
Actief met het inloop brengen van vergeten en gebruikte goederen. Met een kleine omscholing voorzie ik het materiaal van een nieuwe functie. Deze produkten worden in serie gemaakt en vinden hun weg als gebruiksvoorwerp in de prijsklasse van het verjaardagskado.
Op zijn eigen website lichtte Van der Meulen dit verder toe:
Producten van afgedankt en vergeten materiaal worden hier opnieuw gepresenteerd als cadeau artikel onder het motto: hoe gewone zaken bijzonder worden.... Werken met wat de omgeving biedt, dat is de gedachte achter veel van mijn produkten.en mocht de omgeving even niets in de aanbieding hebben, dan kan ik altijd nog putten uit een grote voorraad opgeslagen materiaal uit de categorie, zonde om weg te gooien.
In de eerste jaren had Van der Meulen een serie artistieke producten ontworpen, zoals een bindrubber van een stevige fietsband. Uit een houten wasknijper vervaardigde hij een wandknijper, een knijper die aan de muur kan. Van lokaal gedolven rivierklei vervaardigde hij de VDMs Aardmannen, een Europese kleikabouter. Hij had tapijt gemaakt van oude reclameborden van karton, tot stroken gesneden en gevlochten tot kleurig tapijt. En ook de paperbag, een papieren zak gemaakt van oude reclameposters. Vijf lagen stevig papier was aan elkaar genaaid en op een speciale wijze gevouwen. Het kon ook in een speciale verpakking thuisgestuurd worden, waar mensen deze zelf tot een staande papieren zak konden vouwen.

### Exposities, een selectie
- 1986. François Konings, Hannes Postma, Hedy Gubbels, Jos van der Meulen, Kees Spermon, Klaas Gubbels, Lady Jacobs en Michel Snoep. De Lachende Koe, Delfshaven[12]
- 1990. Jos van der Meulen's kunstpostorderbedrijf, galerie Dionysus, Rotterdam.[13]
- 1991. Vandermeulens Tuinartikelen BV. Galerie Brutto Gusto, Rotterdam.[3]
- 1992. Verzamelen. Expo Henk, Delfshaven.[3]
- 1994: Casa Europea I, Antwerpen Expo, België."[14]
- 1998. Do Normal: Recent Dutch Design. San Francisco Museum of Modern Art, 1998.[4]
- 2000. Re-play, Galerie Vivid, Rotterdam[15]
- 2006. Groepsexpositie, Studio hergebruik, Rotterdam[10]

### Publicaties, een selectie
- Jos van der Meulen. VANDERMEULENS V.B. artikelen ter veraangenaming van het dagelijks leven. Torch Edition '93, 1993. ISBN 90-73920-05-1